# Rue Monte-Cristo (Paris)
Pour les articles homonymes, voir Rue Monte-Cristo.
La rue Monte-Cristo est une voie du 20e arrondissement de Paris, en France.

## Situation et accès
La rue Monte-Cristo est une voie publique située dans le 20e arrondissement de Paris. Elle débute au 26, rue de Bagnolet et se termine au 81, rue Alexandre-Dumas.

## Origine du nom
La voie porte le nom du célèbre roman Le Comte de Monte-Cristo, d’Alexandre Dumas père (1802-1870) et elle débouche sur la rue Alexandre-Dumas.

## Historique
La rue Monte-Cristo a été ouverte en 1889 sur une longueur de 152 mètres et le surplus en 1963 par la Ville de Paris.

## Bâtiments remarquables et lieux de mémoire
Au no 9 se trouve l'Espace Monte-Cristo, une fondation d'art contemporain. Il s'agit plus exactement d'une antenne parisienne de la Fondation Villa Datris, basée à L'Isle-sur-la-Sorgue dans le Vaucluse. L'Espace Monte-Cristo organise des expositions thématiques, en entrée libre et présente des sculptures essentiellement issues de la Collection Fondation Villa Datris,,. Il est installé depuis 2014 dans des anciens entrepôts de l'entreprise Raja, aujourd'hui réaménagés en loft industriel agrémenté de patios extérieurs,.